# The Conversation (sítio eletrônico)
The Conversation é um meio de comunicação sem fins lucrativos que usa conteúdo de acadêmicos e pesquisadores.
Seu site australiano foi lançado em março de 2011 e expandiu para edições no Reino Unido (Reino Unido) em 2013, Estados Unidos (EUA) em 2014, África em 2015, França em 2015 Canadá em 2017, Indonésia em 2017 e Espanha em 2018. The Conversation publica todo o conteúdo sob uma licença Creative Commons e, a partir de maio de 2018, reporta uma audiência online mensal de 10,7 milhões de usuários no local, e um alcance de 35 milhões de pessoas através de republicação. Em 2015, o site afirmou que 27.000 autores acadêmicos trabalharam com sites da The Conversation.
A empresa operadora The Conversation Media Group é uma instituição de caridade educacional sem fins lucrativos de propriedade da The Conversation Trust. The Conversation é financiada pela universidade e pelo setor de pesquisa, governo e empresas.

## Origem
The Conversation foi co-fundada por Andrew Jaspan e Jack Reijtman e lançada ao público em março de 2011.
Andrew Jaspan discutiu pela primeira vez o conceito de The Conversation entre 2004 e 2008 com Glyn Davis, vice-reitor da Universidade de Melbourne. Jaspan escreveu um relatório sobre o engajamento da universidade com o público, imaginando a universidade como "uma redação gigante", com acadêmicos e pesquisadores fornecendo coletivamente conteúdo autoritário e informado que se envolvia com o ciclo de notícias e as principais questões de atualidade.
Em junho de 2009, a Jaspan delineou o conceito de um novo serviço de mídia para John Brumby, então Premier de Victoria, que ficou intrigado. Em agosto de 2009, a Universidade de Melbourne e o Governo do Estado de Victoria concordaram em fornecer uma pequena contribuição financeira para facilitar o início dos trabalhos no site - esses acordos dependiam do envolvimento de outras organizações. O Governo do Estado introduziu então o Departamento de Inovação do Governo da Commonwealth no processo; por sua vez, o Departamento de Inovação propôs a inclusão da Organização de Pesquisa Científica e Industrial da Commonwealth.[carece de fontes?] Em novembro de 2010, Jaspan e Rejtman conseguiram um financiamento de primeira rodada para cobrir os custos operacionais da The Conversation por três anos. O financiamento inicial veio do Departamento de Educação do Governo da Commonwealth, Departamento de Inovação do Governo de Victoria, CSIRO, Universidade Nacional Australiana, Universidade de Melbourne, Universidade Monash, Universidade de Tecnologia, Sydney (UTS) e Universidade da Austrália Ocidental (UWA). Finalmente, o Commonwealth Bank of Australia (CBA) juntou-se ao consórcio como Parceiro Tecnológico, enquanto Corrs Chambers Westgarth se associou como Parceiro Estratégico e concordou em fornecer serviços jurídicos.  
O Conversation Media Group abriu seu escritório Carlton em novembro de 2010 com uma pequena equipe de editores e desenvolvedores profissionais, e lançou ao público em março de 2011.

## Expansão
De sua edição australiana com sede em Melbourne, o The Conversation expandiu-se para uma rede global de várias edições, em vários idiomas.

### The Conversation UK
O co-fundador do The Conversation, Andrew Jaspan, levantou fundos iniciais em 2011-12 de cinco universidades do Reino Unido para desenvolver o Prospecto e o business case para o lançamento do The Conversation UK. A Jaspan contratou Jonathan Hyams para ajudar a desenvolver o projeto. Jaspan liderou a captação de recursos do Reino Unido, assegurando inicialmente 13 universidades para permitir o lançamento. O Conselho de Financiamento do Ensino Superior da Inglaterra (HEFCE) igualou essa quantia e o site foi lançado no Reino Unido em 16 de maio de 2013.
Jonathan Hyams foi nomeado em 2013 como diretor executivo, Stephen Khan como editor e Max Landry como diretor de operações.
A partir de 22 de outubro de 2014, o grupo Founding Partners da The Conversation UK consiste em: Universidade de Aberdeen, Universidade de Birmingham, Universidade de Bradford, Universidade de Bristol, Universidade de Cardiff, Universidade da Cidade de Londres, Universidade de Durham, Glasgow Caledonian University, Goldsmiths London, Universidade de Lancaster, Universidade de Leeds, Universidade de Liverpool, Universidade de Nottingham, Universidade Aberta, Queen's Belfast, Universidade de Salford, Universidade de Sheffield, Universidade de Surrey, UCL e Universidade de Warwick.
A partir de 22 de outubro de 2014, o grupo de Parceiros Estratégicos da The Conversation UK consiste em: CBA, Wellcome Trust, Kingston Smith, SAGE Publications, Alliance for Useful Evidence e Macfarlanes. O Media Partner do site é a Press Association. O grupo de Parceiros de Financiamento do The Conversation UK consiste em: Fundação Esmée Fairbairn, HEFCE, HEFCW, Fundação Nuffield, The Ogden Trust, Conselho de Pesquisa do Reino Unido, Conselho de Pesquisa do Reino Unido Digital Economy Theme (DET) e Scottish Funding Council.

### The Conversation US
Andrew Jaspan reuniu-se em 2011 com o Presidente da Associação Americana de Universidades, Hunter Rawlings, para esboçar a proposta de edição dos EUA. Rawlings deu um apoio caloroso e apresentou Jaspan a várias universidades. Ele se reuniu com o reitor da Escola de Comunicações da Universidade de Boston, Thomas Fiedler, em 2012, que se ofereceu para fornecer à TCUS uma redação e uma base inicial. Com esse apoio, a Jaspan visitou em 2012-13 cerca de 11 fundações dos EUA e garantiu apoio de US $ 2,25 milhões para permitir o lançamento. Aqueles eram: Sloan, Howard Hughes, RWJF, Hewlett, Moore e Gates. O Conselho dos EUA, chefiado por um jornalista, autor e ex-colega de Jaspan, Joe Rosenbloom, deu a aprovação para o lançamento, mas insistiu que Jaspan fosse o CEO para o período de lançamento. O lançamento oficial da versão dos EUA foi anunciado em 21 de outubro de 2014, data em que o site foi publicado pela primeira vez. A equipe dos EUA foi inicialmente liderada por Andrew Jaspan como CEO dos EUA e nomeou Margaret Drain como editora, anteriormente produtora executiva e vice-presidente de programas nacionais da WGBH; e Bruce Wilson para liderar o departamento de Desenvolvimento e Relações Universitárias. O piloto americano é apoiado pelo Instituto Médico Howard Hughes, Fundação Alfred P Sloan, Fundação Robert Wood Johnson, Fundação William e Flora Hewlett e outras quatro fundações.
Como parte do anúncio do lançamento do US Pilot em outubro de 2014, a Mumbrella explicou que os sites da Austrália e do Reino Unido aderem a "uma carta que protege a independência editorial, autógrafos, declarações de divulgação de autor e um índice de legibilidade definido para um público instruído". ano de idade." Na época do lançamento, uma carta estava sendo elaborada para o site americano.
Em janeiro de 2016, o tráfego para o site dos EUA atingiu mais de meio milhão de visitantes, com mais milhões atingidos ao licenciar seu conteúdo sob uma licença Creative Commons. Eles também anunciaram 19 universidades como parceiros fundadores, que pagam até US $ 35 mil por ano pelo acesso a análises em seus artigos.
O site dos EUA lançou uma seção dedicada a Ética e Religião em 2017, com uma bolsa da Lilly Endowment.

### 2017–presente:The Conversation Canada, Indonésia e Espanha
A expansão continuou em 2017, com o lançamento do Canadá em junho e a Indonésia (em bahasa e inglês) em setembro. Em 2018, The Conversation España lançou e uma edição franco-canadense
Apenas sete anos após o lançamento, TheConversation.com tem editores baseados em 27 cidades.

## Público
A publicação on-line concluiu sua terceira pesquisa com leitores no primeiro semestre de 2014 e os resultados mostraram que 1,5 milhão de visitantes únicos visitam o site no momento da pesquisa - de acordo com a Jaspan, esse total aumentou para dois milhões em outubro de 2014. A pesquisa de 2014 também revelou que 35 por cento da audiência do The Conversation Australia está localizada fora da Austrália, enquanto 90 por cento dos leitores possuem um diploma de graduação, ou um nível educacional mais alto. A grande maioria do público tem menos de 45 anos de idade; pouco mais da metade dos leitores ganha mais de A $ 100.000 por ano; e a divisão de gênero é razoavelmente uniforme, com a proporção de leitores do sexo feminino um pouco maior.
Os resultados da pesquisa dos leitores de 2015 mostraram uma audiência de 2,6 milhões de usuários no site, e um alcance através da republicação Creative Commons de 23 milhões.

## Verificação de fato
Em 2016, a unidade FactCheck da The Conversation se tornou a primeira equipe de verificação de fatos na Austrália e uma das duas únicas do mundo acreditadas pela International Fact-Checking Network, que é uma aliança de verificadores de fatos organizada no Instituto Poynter nos EUA A única outra equipe de checagem de fatos credenciada sob esse processo é o The Facture Checker, do The Washington Post. Os critérios de avaliação exigem não-partidarismo, justiça, transparência de financiamento, fontes e métodos, e um compromisso com correções abertas e honestas.

## Tecnologia
The Conversation usa um sistema personalizado de gerenciamento de publicação e conteúdo construído em Ruby on Rails. O sistema permite que os colaboradores colaborem em artigos em tempo real. Os artigos apontam para perfis de autor - incluindo declarações de divulgação - e painéis pessoais mostram o engajamento dos autores com o público.

## Parceiros (Austrália e Nova Zelândia)

### Fundação
O financiamento inicial foi fornecido por: CSIRO, Universidade Monash, Universidade de Melbourne, Universidade de Tecnologia de Sydney e a Universidade da Austrália Ocidental.

### Estratégico
O financiamento e o apoio foram fornecidos pela RMIT University, CBA, Corrs Chambers Westgarth, pelo Departamento de Educação do Governo da Commonwealth e pelo Departamento de Negócios e Inovação do Estado de Victoria, City of Melbourne.

### Membros
Em dezembro de 2017, a lista de membros inclui:
- Australia and New Zealand School of Government
- Universidade Católica Australiana
- Australian National University
- Australian Nuclear Science and Technology Organisation
- Universidade Central Queensland
- Universidade Charles Darwin
- Universidade Curtin
- Universidade Deakin
- Universidade Edith Cowan
- Federation University Australia
- Universidade Flinders
- Universidade Griffith
- Harry Perkins Institute of Medical Research
- Universidade James Cook
- Universidade La Trobe
- Universidade Macquarie
- Universidade Massey
- Universidade Murdoch
- Queensland University of Technology
- South Australian Health and Medical Research Institute
- Southern Cross University
- Swinburne University of Technology
- The University of Notre Dame Australia
- Universidade de Adelaide
- Universidade de Canberra
- Universidade de Newcastle
- Universidade de Nova Inglaterra
- Universidade de Nova Gales do Sul
- Universidade de Queensland
- Universidade da Austrália do Sul
- Universidade de Southern Queensland
- Universidade de Sunshine Coast
- Universidade de Sydney
- Universidade da Tasmânia
- Universidade de Waikato
- Universidade de Western Sydney
- Universidade de Wollongong
- Universidade de Victoria
- Victoria University of Wellington